# Собор Святого Петра (Скрантон)
Собор Святого Петра (англ. St. Peter's Cathedral) ― римско-католический собор в городе Скрантон, штат Пенсильвания. Центр епархии Скрантон. Здания соборного комплекса включены в Национальный реестр исторических мест США. 

## Описание
Здание было построено в 1867 году и изначально было известно как приходская Церковь Святого Викентия де Поля. В 1883―1884 годах были предприняты меры по реконструкции и декорации церкви, которая к тому времени успела стать центральным храмом епархии. 28 сентября 1884 года архиепископ П. Я. Райан из Филадельфии освятил новую материнскую церковь епархии, которая с тех пор стала известна как Собор Святого Петра, что отражало её новую роль в новообразованной епархии. Комплекс собора включает в себя прилегающую дом приходского священника (построен в 1908 году) и женский монастырь. 
Окна церкви первоначально были простыми, красно- белыми по цвету и ромбовидными ― по форме. Самые ранние витражи в соборе датируются 1883 годом. Автором большей части из них является Эдвин Форрест Дюранг, хотя более поздние образцы были созданы немецким дизайнером Фрэнком Майером. В дополнение витражам в церкви есть пятнадцать художественно оформленных окон, изображающих сцены из жизни Христа, Девы Марии и различных святых. Особого внимания заслуживают окна, на которых изображены Благовещение, Встреча Марии и Елизаветы, Рождество Христово и Тайная вечеря. 
Соборный комплекс был включен в Национальный реестр исторических мест США в 1976 году.  
Находящийся в храме орган был построен в 1979 году Касавантом Фрером из Квебека из фирмы Opus 3414. 